# Gelastocaris
Gelastocaris is een geslacht van kreeftachtigen uit de klasse van de Malacostraca (hogere kreeftachtigen).

## Soort
- Gelastocaris paronae (Nobili, 1905)